# Pargny-lès-Reims
Pargny-lès-Reims é uma comuna francesa no departamento de Marne, região de Grande Leste.

## Demografia
- 1962 = 252
- 1968 = 334
- 1975 = 284
- 1982 = 353
- 1990 = 352
- 1999 = 340
- 2006 = 321[2]

## Personalidades ligadas à comuna
- Robert d'Harcourt, Academia francesa.